# Sport Mediaset
Sport Mediaset è il marchio attraverso il quale Mediaset produce i propri programmi sportivi e gestisce i diritti degli eventi in onda sui propri canali.

## Descrizione

Fotogramma della sigla in uso dal 17 luglio 2018

Sport Mediaset produce anche l'omonimo notiziario sportivo in onda sui canali Mediaset, chiamato Studio Sport fino al 25 agosto 2012.
Va in onda dallo studio 15 del Centro di produzione Mediaset di Cologno Monzese su Italia 1, dal lunedì al sabato alle 13:05 e con un'edizione domenicale in estate e nelle pause della Serie A, mentre, durante la stagione calcistica, va in onda Sport Mediaset XXL, programma condotto da Benedetta Radaelli (fino alla stagione 2023/2024 da Mino Taveri) con la presenza dell'ex calciatore Ciccio Graziani, che ha sostituito Guida al campionato dal 26 agosto 2012. Va in differita dal lunedì al sabato alle 13:35 su TGcom24.
Dal 17 giugno 2019 la redazione di Sport Mediaset viene inglobata in NewsMediaset.
Dal 29 novembre 2021 Sport Mediaset è prodotto dalla redazione sportiva di TGcom24 e va in onda dallo studio 15 di Cologno Monzese.
Dal 29 giugno al 28 luglio 2024 Sport Mediaset va in onda dallo studio 7 dello stesso centro di produzione, abbandonando di fatto, lo studio 15 a causa di una ristrutturazione.
Attualmente alla conduzione si alternano Monica Bertini, Benedetta Radaelli, Alessio Conti, Angiolo Radice, Eva Gini, Chiara Icardi e Roberto Ciarapica.  

### Edizioni speciali
Durante i reality come Grande Fratello, L'isola dei famosi e Grande Fratello VIP, per lasciare spazio alle brevi strisce del day-time, l'edizione diurna del telegiornale di Sport Mediaset viene posticipata alle 13:15
In occasione dei mondiali di calcio in Russia, dal 14 giugno al 15 luglio 2018 il notiziario è stato rinominato Sport Mediaset Mondiali, mantenendo comunque gli orari originali.
In occasione dei Mondiali per club Fifa, dal 14 giugno 2025 il notiziario è in onda eccezionalmente 3 volte al giorno, con l'edizione ordinaria delle 13:15 e due appuntamenti speciali alle 17:55 e nella notte.

### Appuntamenti passati
Dal 17 luglio al 10 settembre 2018 Sport Mediaset è andato in onda alle 14:00 su Italia 2.
Su TGcom24 andavano in onda delle edizioni alle ore 10:45, 14:00, 16:45 (17:15 nel weekend), 19:30 e 00:00. Attualmente questi notiziari sono stati soppressi e l'unico spazio interamente dedicato alle news sportive è la differita dell'edizione diurna del notiziario in onda su Italia 1.
Dal 6 agosto 2018 al 2 giugno 2019 su Italia 1 andava in onda anche nella fascia serale alle 19. L'edizione venne poi sostituita da Studio Aperto MAG, rubrica di costume e spettacolo di Studio Aperto.

## Programmi e contenitori prodotti

### Attuali
- Pressing, in onda su Canale 5 nella seconda serata della domenica con la conduzione di Massimo Callegari e Monica Bertini.
- Sport Mediaset Monday Night, condotto da Benedetta Radaelli.[3]
- Coppa Italia LIVE, in onda in occasione delle partite di Coppa Italia trasmesse in chiaro con la conduzione di Monica Bertini.
- Sport Mediaset XXL, su Italia 1 (durante le domeniche di serie A), con la conduzione di Benedetta Radaelli e la partecipazione di Ciccio Graziani.
- Formula E Live, sul 20 in occasione delle gare di Formula E.

### Passati
- Tiki Taka, andato in onda su Italia 1 nella seconda serata del lunedì, dal 2013 al 2022. Il programma è stato condotto da Pierluigi Pardo dal 2013 al 2020 (con il titolo Tiki Taka - Il calcio è il nostro gioco) e successivamente da Piero Chiambretti dal 2020 al 2022 (con il titolo Tiki Taka - La repubblica del pallone).
- Pressing - Lunedì: andato in onda su Italia 1 nella seconda serata del lunedì, nei primi mesi della stagione 2022-2023 fino alla pausa per il Mondiale in Qatar. Il programma è stato condotto da Dario Donato e Benedetta Radaelli.
- Champions League LIVE, in onda (dal 2020 al 2024) dopo le partite della Champions League trasmesse in chiaro con la conduzione di Alberto Brandi.
- Champions League LIVE Infinity, in onda dopo le partite della Champions League trasmesse in pay su Mediaset Infinity con la conduzione di Benedetta Radaelli.

## Eventi sportivi di cui Mediaset detiene i diritti
- Coppa Italia (2021-2027)[4]  tutte le partite in diretta esclusiva
- Supercoppa italiana (2021-2026): tutte le partite in diretta esclusiva
- Formula E[5]

## Redazione

### Giornalisti principali
- Alberto Brandi
- Lucia Blini
- Federico Casotti
- Gianluca Mazzini
- Luca Budel
- Enzo Palladini
- Matteo Dotto
- Beatrice Ghezzi
- Saverio Grimaldi
- Orazio Accomando
- Mino Taveri
- Sandro Sabatini
- Monica Vanali
- Ronny Mengo
- Alessio Conti
- Angiolo Radice
- Marco Barzaghi
- Massimo Veronelli
- Federico Mastria
- Roberto Ciarapica
- Alberto Porta
- Anna Capella
- Edoardo Grassi
- Giampaolo Gherarducci
- Carlo Landoni
- Simone Malagutti
- Davide De Zan
- Massimo Callegari
- Irma d'Alessandro
- Monica Bertini
- Benedetta Radaelli
- Eva Gini
- Chiara Icardi
- Riccardo Trevisani
- Gianni Balzarini
- Fabrizio Ferrero
- Claudio Raimondi
- Gabriele Cattaneo
- Franco Piantanida
- Fabio Manfreda
- Daniele Miceli
- Alessandra Rosati
- Ida Barone
- Francesca Benvenuti

### Opinionisti e commentatori
- Alessio Tacchinardi
- Riccardo Ferri
- Christian Panucci
- Francesco Graziani
- Stefano Sorrentino
- Daniele Massaro
- Graziano Cesari
- Massimo Mauro
- Giancarlo Camolese
- Massimo Paganin
- Roberto Cravero
- Andrea Agostinelli
- Fabrizio Ravanelli
- Alessandro Altobelli
- Franco Ordine
- Francesco Oppini
- Fabrizio Biasin
- Ivan Zazzaroni

## Direttori
| Nome             | Periodo   |
| ---------------- | --------- |
| Ettore Rognoni   | 2002-2013 |
| Claudio Brachino | 2013-2014 |
| Alberto Brandi   | 2014-2019 |
| Andrea Pucci     | dal 2019  |